# مكتب الإحصاء المركزي المجري
مكتب الإحصاء المركزي المجري (بالمجرية: Központi Statisztikai Hivatal : KSH) هو هيئة مجرية مستقلة عن الحكومة مكلفة بجمع ومعالجة ونشر الإحصائيات حول المجر وسكانه. يقع مقره بالعاصمة بودابست.